# علم النبات القديم

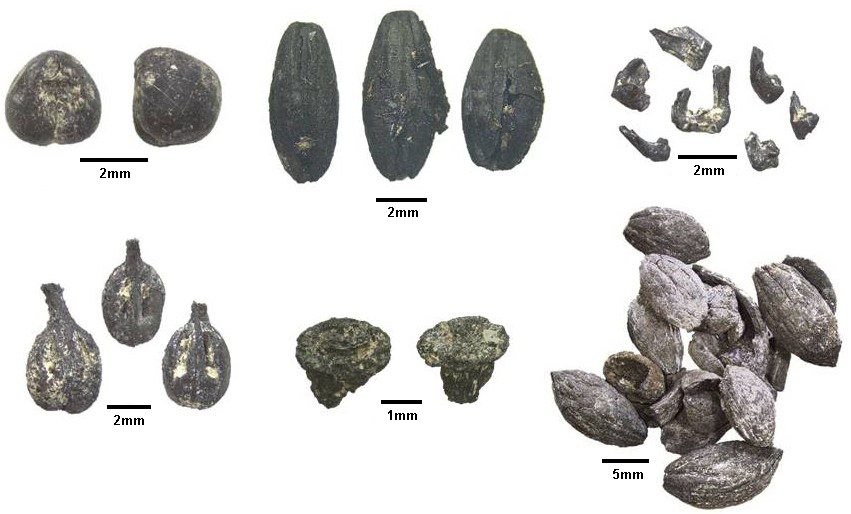
صور من علم النبات

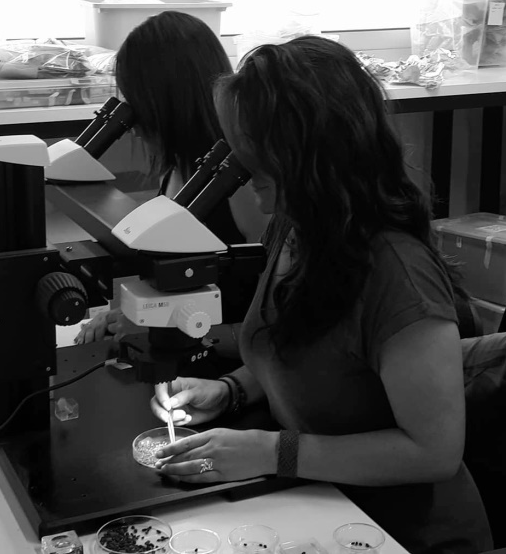
بحوث في علم النباتات القديمة، علماء الآثار والنباتات ومصنع التحليل تحت المجهر

علم النبات القديم (بالإنجليزية: Paleoethnobotany)‏، ويعرف أيضاً باسم علم النبات الأثري، هو علم دراسة التفاعلات السابقة بين الإنسان والنبات من خلال استعادة وتحليل بقايا النباتات القديمة، والتحقيق العلمي للتفاعلات البشرية والنباتية في الماضي. 

## الوصف
- علم النبات القديم يشمل كلا من التأثير البيئي البشري والممارسات الثقافية التي تنطوي على النباتات من الناحية العملية.

- يقوم عالم النباتات القديمة بدراسة بقايا النباتات المحفوظة في المواقع الأثرية أو في المشهد الثقافي حول الموقع، تشمل هذه التحقيقات دراسة بقايا النباتات الكبيرة والمجهرية لفهم الدور الذي لعبته النباتات في النظام الغذائي البشري وجوانب الحياة الأخرى في الماضي.

- دراسة كيفية تأثير البشر على المجتمعات النباتية عبر الزمن، فهو يتطلب نهجًا متعدد التخصصات، يدمج العلوم البيولوجية والإجتماعية ويستخدم مجموعات بيانات متنوعة مثل النصوص التاريخية و الحمض النووي القديم.[5]

## مجال دراسة علم النبات القديم
- علم النبات القديم هو حقل فرعي من علم الآثار البيئية. وهو يتضمن دراسة كل من البيئات القديمة والأنشطة البشرية المتعلقة بتلك البيئات، بالإضافة إلى فهم كيفية تطورهما معًا.

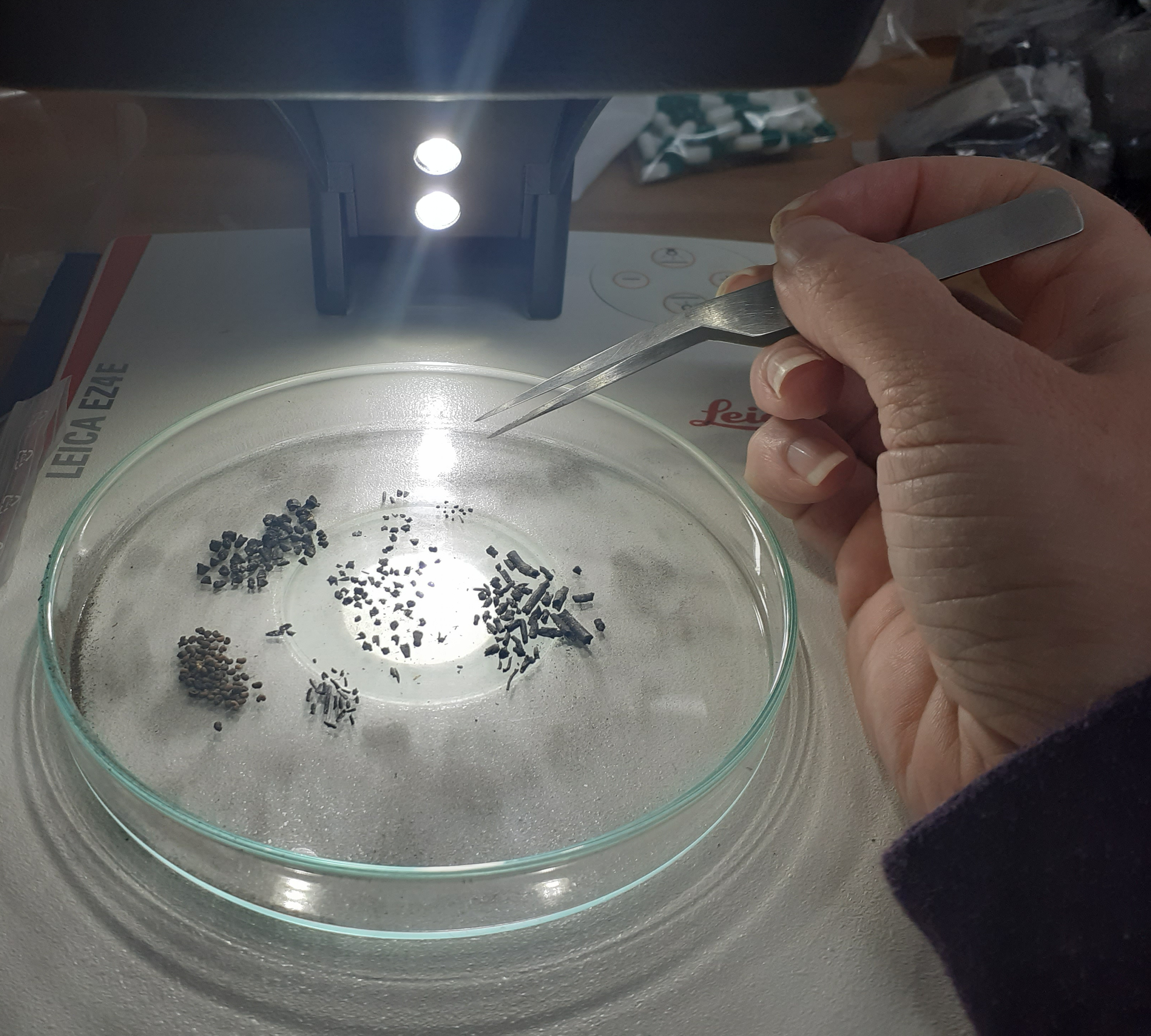
عمليات التحليل والبحث المخبرية في البذور القديمة

- عمليات التحليل والبحث المخبرية في البذور القديمة تعتبر بقايا النباتات المستردة من الرواسب القديمة داخل المناظر الطبيعية أو في المواقع الأثرية بمثابة الدليل الرئيسي على طرق البحث المختلفة في علم النبات القديم، مثل أصول تدجين النباتات، وتطوير الزراعة، وإعادة بناء البيئة القديمة، واستراتيجيات الكفاف، والأنظمة الغذائية القديمة، والهياكل الاقتصادية.[6]

## أقسام دراسات النباتات القديمة
تنقسم دراسات النباتات القديمة إلى فئتين:
المتعلقة بالعالم القديم (أوراسيا وإفريقيا) وتلك المتعلقة بالعالم الجديد (الأمريكتين).
في حين أن هذا التقسيم له تمييز جغرافي متأصل، فإنه يعكس أيضًا الاختلافات في النباتات في المنطقتين المنفصلتين.
يميل علماء النبات القديم إلى تركيز دراساتهم على مناطق محددة، مثل الشرق الأدنى أو البحر الأبيض المتوسط، نظرًا لوجود اختلافات إقليمية في أنواع النباتات المستردة أيضًا.
يُشار عمومًا إلى بقايا النباتات المستخرجة من الرواسب القديمة أو المواقع الأثرية باسم "النباتات الكبيرة" أو "النباتات الدقيقة".
البقايا النباتية الكبيرة هي أجزاء نباتية من النباتات، مثل البذور والأوراق والسيقان والقشور، بالإضافة إلى الخشب والفحم الذي يمكن رؤيته بالعين المجردة أو باستخدام مجهر منخفض الطاقة.
تتكون بقايا النباتات الدقيقة من أجزاء أو مكونات مجهرية من النباتات، مثل حبوب اللقاح والفيتوليت وحبيبات النشا، والتي تتطلب استخدام مجهر عالي الطاقة لرؤيتها.
تتطلب دراسة البذور والخشب وحبوب اللقاح والنباتات والنشويات تدريبًا منفصلاً، حيث يتم استخدام تقنيات مختلفة قليلاً لمعالجتها وتحليلها.

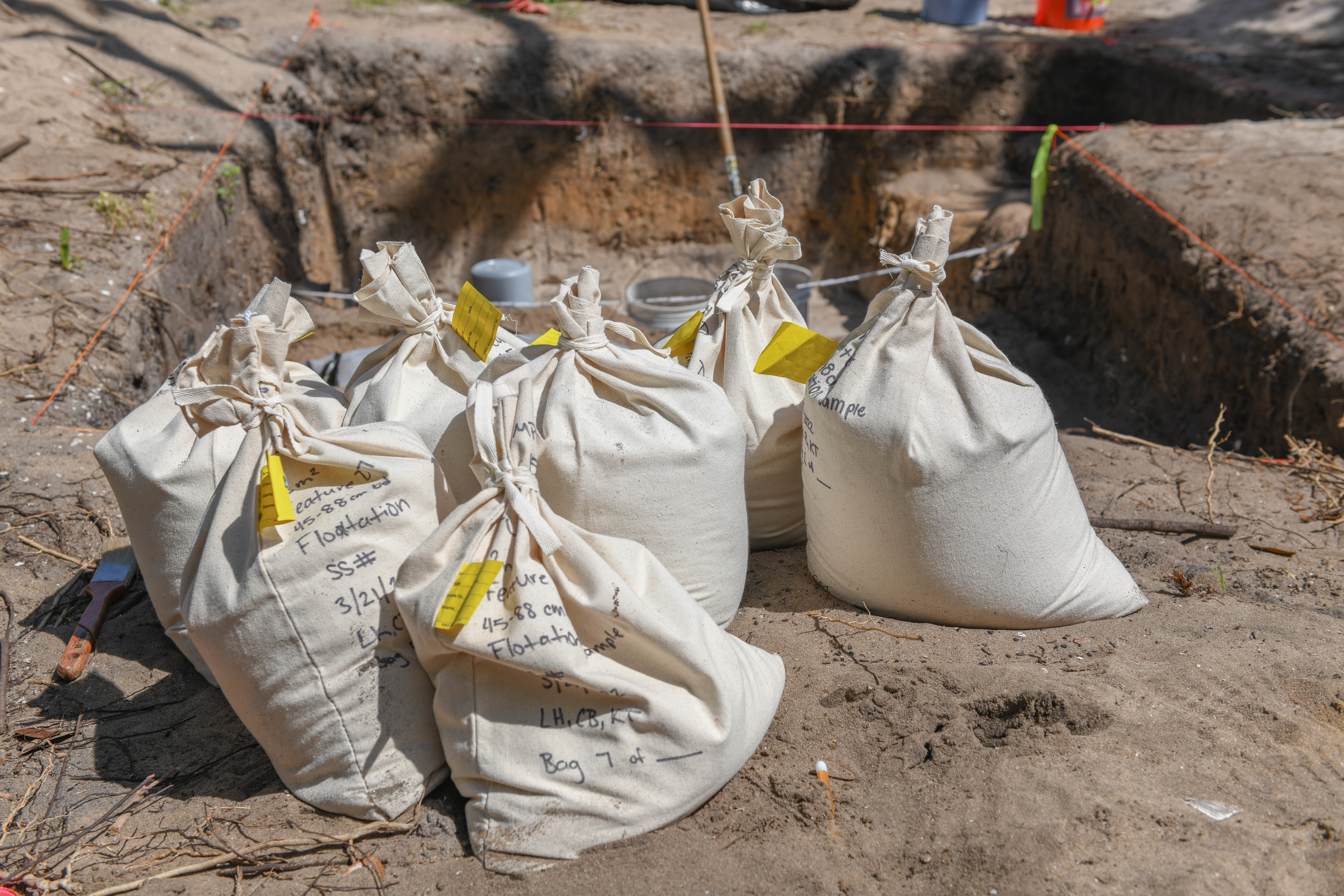
القطع الأثرية المكتشفة في محطة كيب كانافيرال لقوة الفضاء

يتخصص علماء النباتات القديمة عمومًا في دراسة نوع واحد من بقايا النباتات الكبيرة أو النباتات الدقيقة.

## التاريخ
- تنبع حالة علم النبات القديم كنظام اليوم من تاريخ طويل من التطور يمتد لأكثر من مائتي عام.

- شكله الحالي هو نتاج التقدم المطرد في جميع جوانب المجالات، بما في ذلك المنهجية والتحليل والبحث.

- بدأت دراسة بقايا النباتات القديمة في القرن التاسع عشر نتيجة الصدفة مع المواد الجافة والمشبعة بالمياه في المواقع الأثرية.

- في أوروبا، أجرى عالم النبات سي. كونث (1826)، التحليلات الأولى للأحافير النباتية الكبيرة على بقايا جافة من المقابر المصرية.

- أصبحت بقايا النباتات الأثرية موضع اهتمام واستمرت دراستها بشكل دوري من دول أوروبية مختلفة حتى منتصف القرن العشرين.

- في أمريكا الشمالية، تم إجراء أول تحليل لبقايا النباتات في وقت لاحق بقليل ولم يولّد نفس الاهتمام بهذا النوع من الأدلة الأثرية حتى ثلاثينيات القرن العشرين عندما قام جيلمور (1931) بتحليل المواد المجففة من صخور الملاجئ في جنوب غرب أمريكا.

- ركزت كل هذه الدراسات المبكرة، في كل من أوروبا وأمريكا الشمالية، إلى حد كبير على التحديد البسيط لبقايا النبات من أجل إنتاج قائمة بالأصناف المستردة.[8]

## الأهمية
اكتسب علم النباتات القديمة اعترافًا كبيرًا بإعتباره مجالًا للبحث الأثري من خلال حدثين مهمين:
نشر حفريات ستار كار في المملكة المتحدة واستعادة المواد النباتية من المواقع الأثرية في الشرق الأدنى.

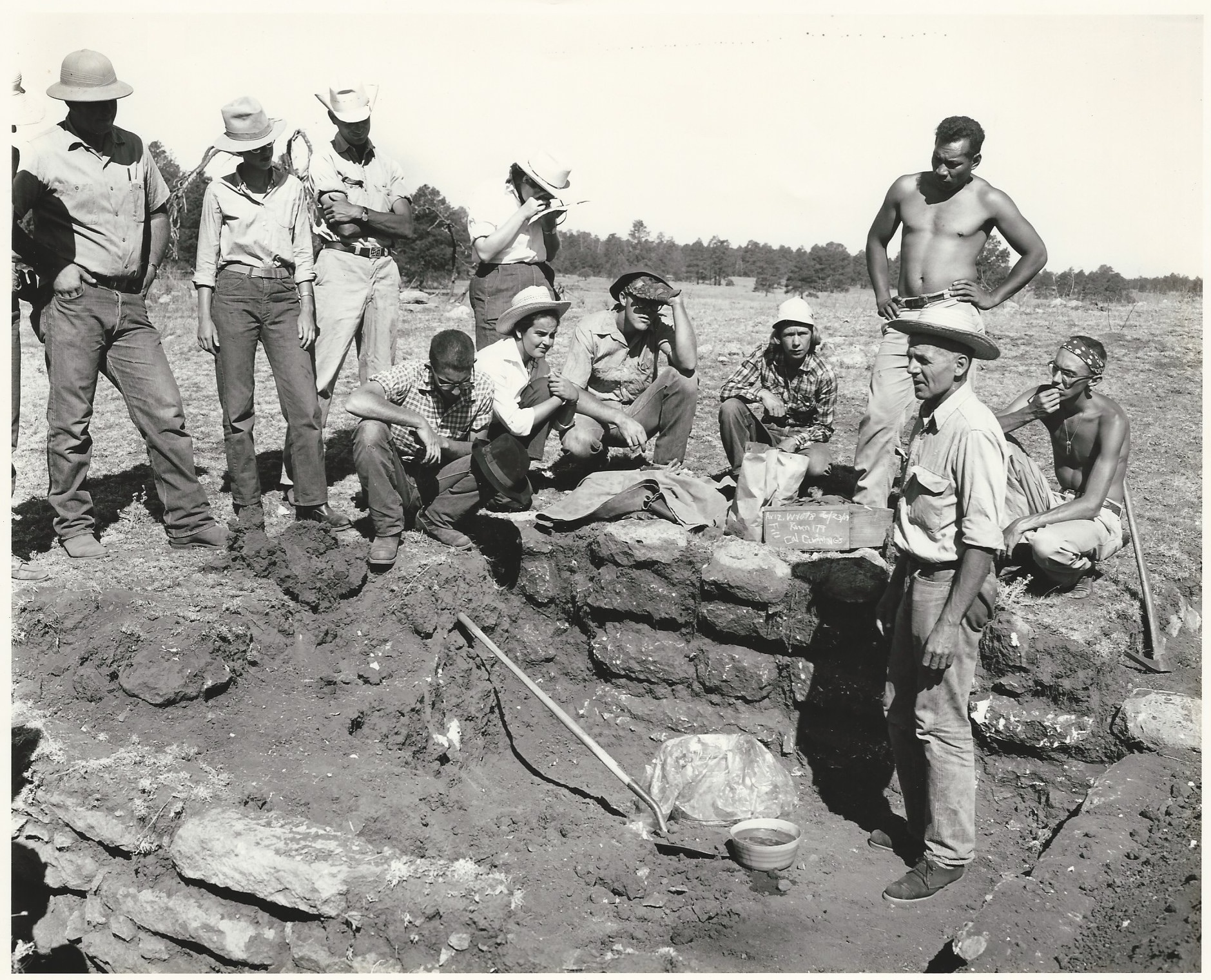
عمليات بحث أثرية،هيو كاتلر يشرح عملية التعويم في مدرسة بوينت أوف باينز الميدانية في أريزونا، 23 يونيو 1957

إستخراج بقايا النباتات وتحليلها باهتمام أكبر كجزء من التحقيقات الأثرية.

## طرق الحفظ
- بقايا النباتات تتحلل عمومًا بمرور الوقت بسبب النشاط الميكروبي.

- من أجل استردادها في السجل الأثري، يجب أن تخضع المواد النباتية لظروف بيئية محددة أو سياقات ثقافية تمنع تدهورها الطبيعي.

- الأحافير النباتية الكبيرة المستردة كعينات بيئية قديمة أو أثرية تنتج عن أربعة طرق رئيسية للحفظ:

- يمكن لبقايا النباتات البقاء على قيد الحياة في السجل الأثري عندما يتم تحويلها إلى فحم من خلال التعرض للنار في ظل ظروف منخفضة الأكسجين.

- تعتبر المواد العضوية المتفحمة أكثر مقاومة للتلف، حيث أنها عرضة فقط للتحلل الكيميائي.

- إن العمل المنجز في علم النبات القديم يتطور بإستمرار في فهم ممارسات إستغلال النباتات القديمة.

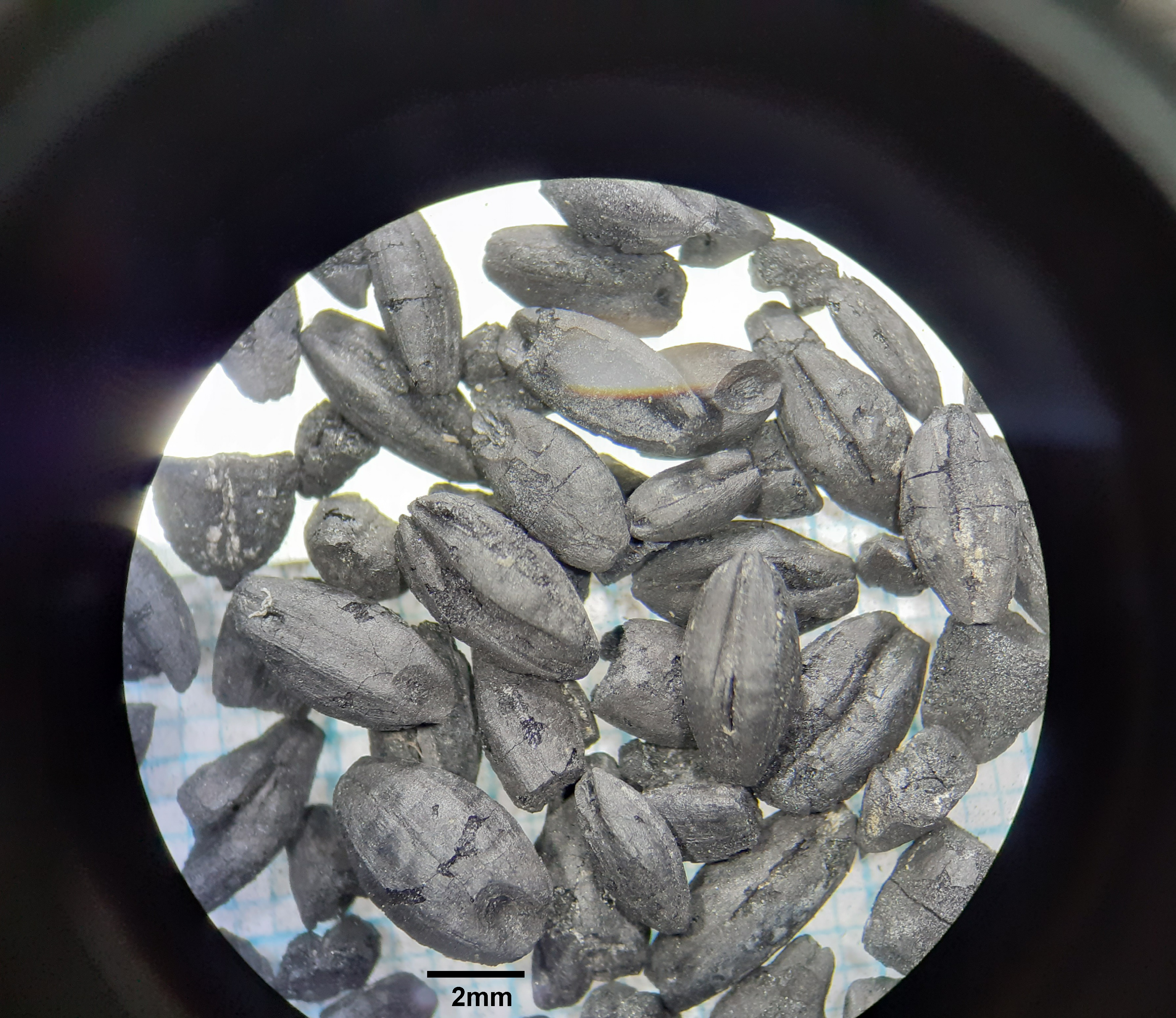
بذور قديمة، حبوب شعير مقشرة

- يتم نشر النتائج في الأرشيفات الرقمية، وتقارير التنقيب الأثري وفي المؤتمرات الأكاديمية، وكذلك في الكتب والمجلات المتعلقة بعلم الآثار والأنثروبولوجيا وتاريخ النبات، وعلم البيئة القديمة والعلوم الاجتماعية.[10]